# Vop (sông)
Vop (tiếng Nga: Вопь) là một sông tại tỉnh Smolensk, Nga. Đây là một phụ lưu hữu ngạn của sông Dnepr, diện tích lưu vực là 3.300 km². Lưu lượng dòng chảy trung bình là 22 m³/s.
Đầu nguồn sông là vùng đầm lầy thuộc cao nguyên Smolensk. Sông Vop đổ vào sông Dnepr gần làng Solovyovo,  huyện Kardymovsky. Bờ tả hạ du sông có cây cối rậm rạp, tại trung du và thượng du thì bờ sông thoáng đãng. Thành phố Yartsevo nằm ven sông.
Sông là nơi diễn ra hoạt động giao tranh ác liệt tại vùng Smolensk trong giai đoạn tháng 7–9 năm 1941 trong Chiến dịch Barbarossa.